# Dmitri Wladimirowitsch Skopinzew
Dmitri Wladimirowitsch Skopinzew (russisch Дмитрий Владимирович Скопинцев, englisch Dmitry Vladimirovich Skopintsev; * 2. März 1997 in Woronesch) ist ein russischer Fußballspieler. Der linke Verteidiger steht bei FK Dynamo Moskau unter Vertrag.

## Karriere

### Vereine
Skopinzew spielte zunächst in der Jugend von Dynamo Moskau und wechselte zur Saison 2014/15 zu Zenit St. Petersburg, wo er in der A-Jugend u. a. siebenmal (ein Tor) in der UEFA Youth League spielte.
Anfang Juli 2015 wechselte Skopinzew zum deutschen Zweitligisten RB Leipzig. Er erhielt beim von Red Bull betriebenen Klub einen Vierjahresvertrag bis zum 30. Juni 2019. Bereits am 31. August 2015, dem letzten Tag derselben Transferperiode, wurde Skopinzew nach Österreich zum FC Red Bull Salzburg transferiert. Er erhielt dort erneut einen Vierjahresvertrag und trainierte und spielte als Kooperationsspieler beim Farmteam FC Liefering in der zweitklassigen Ersten Liga. Nachdem Skopinzew zunächst für die A-Jugend des FC Red Bull Salzburg in der UEFA Youth League zum Einsatz gekommen war, debütierte er am 23. Oktober 2015 bei der 0:1-Niederlage am 15. Spieltag beim SC Wiener Neustadt für den FC Liefering.
Im Sommer 2016 wechselte er zurück nach Russland zum FK Rostow. Im Februar 2017 wurde er an den Zweitligisten Baltika Kaliningrad verliehen und kehrte im Januar 2018 nach Rostow zurück.
Ein Jahr später wechselte er für eine Ablösesumme von 4,4 Millionen Euro weiter zum Ligarivalen FK Krasnodar und unterschrieb dort einen Vertrag bis 2023. Am 7. Januar 2020 wechselt er für eine Ablösesumme von 4,3 Millionen Euro von FK Krasnodar zum FK Dynamo Moskau und unterschreibt einen Vertrag bis zum Sommer 2024.

### Nationalmannschaft
Skopinzew durchlief von der U-15 an alle Jugendnationalmannschaften des russischen Fußballverbandes. Am 8. Oktober 2015 kam er bei einer 1:2-Niederlage gegen Griechenland erstmals für die U-19-Nationalmannschaft zum Einsatz. Für die U-21 bestritt er im März 2017 ein Freundschaftsspiel.
Sein Debüt gab er am 12. September 2023 beim Freundschaftsspiel gegen die Katarische Fußballnationalmannschaft. Hier würde in der Halbzeit für Artjom Jewgenjewitsch Makartschuk eingewechselt.